# Barons Court Theatre
Barons Court Theatre ist ein im Jahr 1991 gegründetes kleines Theater mit 57 Kinostühlen im Keller des The Curtains Up  in der Comeragh Road in West-London. 
Künstlerischer Leiter ist Ron Phillips. Zu den Produktionen der letzten Zeit gehören unter anderem Sophokles’ Antigone, Dostojewskis Schuld und Sühne, Hardys Tess von den d’Urbervilles, Ibsens Nora oder Ein Puppenheim und Shakespeare's Women.
Das Theater war im Jahr 2008 der Premierenort für The Obama Musical von Teddy Hayes. 
Bekannte Künstler, die an dem Theater bereits wirkten waren Sara Kestelman in Bitter Fruits of Palestine und der Comedian Russell Kane der 2002 bei The Play von Dipak Chowdhury Regie führte. 
Das Theater beheimatet auch The Magic Cavern, eine Theater-Magie-Show, die jeden Samstag vom Magier Richard Leigh präsentiert wird.